# Уилинг-Крик
Уилинг-Крик (англ. Wheeling Creek) — река на крайнем севере штата Западная Виргиния, США. Приток реки Огайо. Составляет около 40 км в длину; площадь бассейна — 780 км². Средний расход воды — 9,7 м³/с.
Берёт начало в округе Маршалл, как слияние рек Энлоу-Форк и Дункард-Форк. Высота истока — 253 м над уровнем моря. Река Энлоу-Форк берёт начало в Пенсильвании, на границе округов Грин и Вашингтон и течёт на юго-запад вдоль границы с округом Маршалл. Дункард-Форк также начинается на территории Пенсильвании, как слияние рек Норт-Форк и Саут-Форк и течёт на северо-запад, в округ Маршалл. Сама река Уиллинг-Крик течёт преимущественно в северо-западном направлении. Впадает в Огайо в центре города Уилинг, сразу ниже по течению от одноимённой реки в штате Огайо. Высота устья — 192 м над уровнем моря.